# Haul-Video
Ein Haul-Video ist ein Online-Video, das von Privatpersonen auf Internet-Videoportalen wie zum Beispiel Tiktok oder YouTube veröffentlicht wird.
Bei diesen Videos stellen Personen zum Beispiel kürzlich gekaufte Kosmetikartikel, Kleidung oder modische Accessoires vor. Dabei beschreiben sie die gekauften Produkte, Herkunft, Preis und betten dies oftmals in einen kleinen Erlebnisbericht ein, der rund um das Shoppingerlebnis zustande gekommen ist. Neben Fashion-Haul gibt es auch Food-Haul-Videos, in denen gerade eingekaufte Lebensmittel vorgestellt werden.
Abgeleitet aus dem Englischen haul für „Fang“, „Ausbeute“ oder „Fischzug“ sind diese Videos demnach moderne Formen der Zurschaustellung „erbeuteter“ Konsumartikel. Hierbei klären manche Personen in Haul-Videos nicht nur über die von ihnen gekauften Produkte und deren Herkunft auf. Sie stellen sich dabei selbst in die Öffentlichkeit, um einen gewissen Bekanntheitsgrad innerhalb der Online-Community und Freunden zu erlangen und um über die in den Online-Plattformen üblichen Kommentarfunktionen ein Feedback über die vorgestellten Produkte und über sich selbst zu erhalten. Ähnlich wie Unboxing-Videos von Technikbegeisterten, insbesondere von Early Adopters, bilden die Haul-Videos demnach eine weibliche, auf kosmetische Produkte fixierte Entsprechung zu der technikbegeisterten und eher männlich dominierten Geek-Community.
Die meisten Haul-Videos in den bekannten Internet-Videoportalen stammen aus dem englischsprachigen Raum. Haul-Videos werden vornehmlich im privaten Rahmen und nicht explizit als Werbebotschaften der Firmen produziert, deren Produkte darin beschrieben werden; gleichwohl werden manche der „Hauler“ offiziell oder unter der Hand durch Firmen bezahlt oder frei mit den zu besprechenden Produkten beliefert. Weitere „Hauler“ finanzieren sich über das Partnerprogramm von YouTube, das Werbung in die hochgeladenen Videos einblendet. Vornehmlich jedoch handelt es sich bei Haul-Videos um private Erfahrungsberichte, die durch die persönliche und häusliche Atmosphäre eine gewisse Glaubwürdigkeit bei der Online-Community vermitteln. Die darin vorgestellten Produkte werden innerhalb der Community besprochen. Es folgen in der Regel Tipps und Tricks rund um das Produkt selbst, dessen Nützlichkeit und Qualität, ebenso wie dessen bestmögliche Benutzung.